# 精錬証
精錬証（せいれんしょう）は、大日本武徳会における表彰。事実上の称号である。精練証は誤字（糸部ではなく金部）。

## 概要
1895年（明治28年）4月17日、小松宮彰仁親王を総裁として大日本武徳会が結成され、同年10月26日から28日まで第1回の武徳祭大演武会が開催された。全国から989名の武術家の参加があった。この大会で、各武術の特に優秀な人物に「精錬証」と名付けた表彰が行われた。剣術では15名が選ばれた。弓術は17名、柔術は6名、槍術は3名であった。
1933年（昭和8年）まで、毎年の武徳祭大演武会において、大会終了後に審査員が評議の上総裁に具状し、精錬証が発行された。1914年（大正3年）9月には「精錬証授与例」が定められ、選出の基準が明文化された。なお、大会で良い立合をすれば何回でも授与すると規定していたが、実際は1回までという不文律があり、2回授与された者はいないとされる。
精錬証は、1902年（明治35年）に「範士」と「教士」の称号が制定されるまで、大日本武徳会における最高の表彰であった。範士・教士の制定後は教士の下位となり、授与数も増えたが、それでも精錬証を受有している者は一人前の扱いを受けた。
正式に称号化すべきとの意見が多くなり、1934年（昭和9年）、精錬証に代わって「錬士」が制定され、精錬証は廃止された。称号とは別に精錬証を残す案もあったが、複雑になることを避けるため廃止された。

## 第1回（1895年）

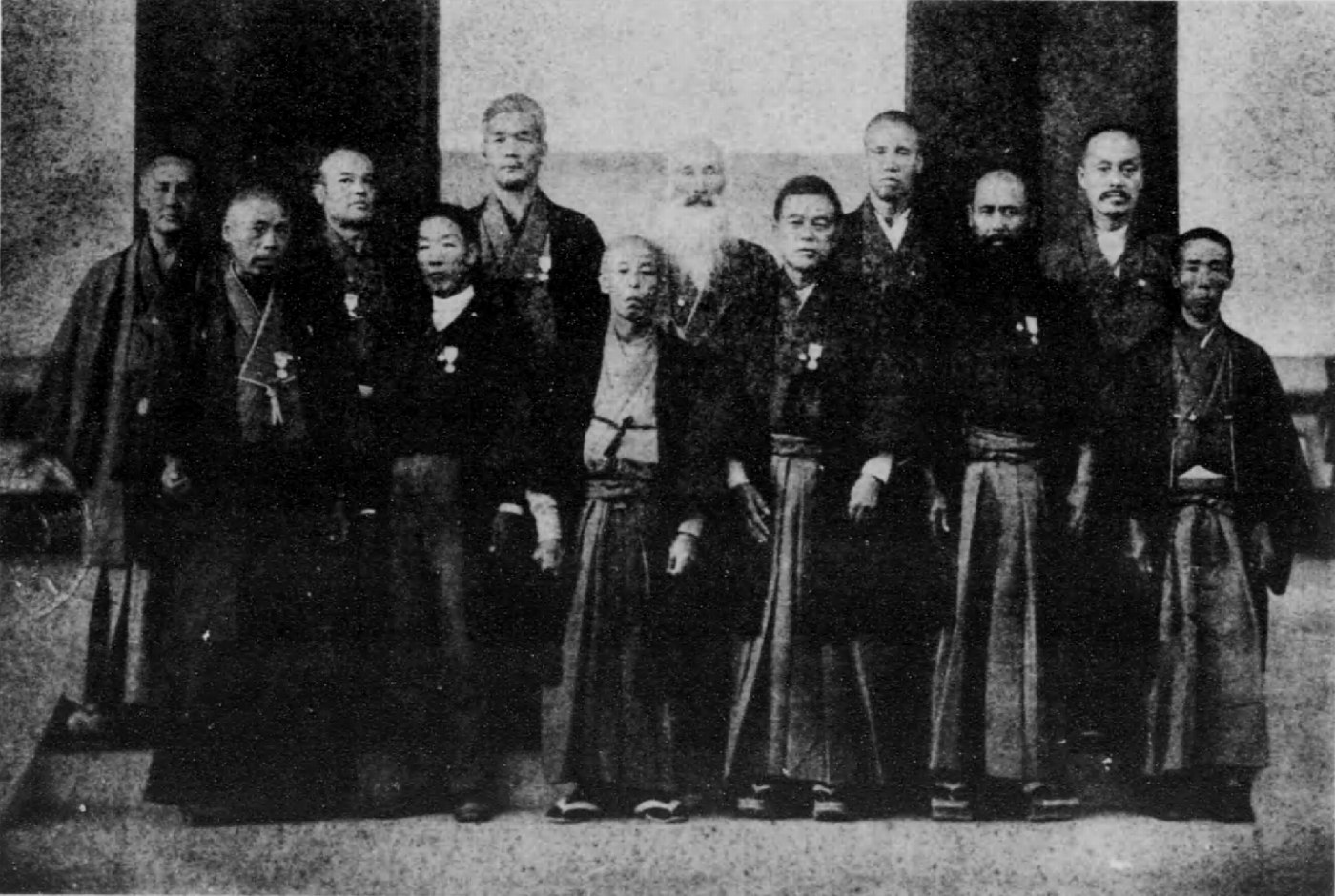
第1回の精錬証を授与された剣道家。前列右から梅崎弥一郎、小南易知、三橋鑑一郎、石山孫六、得能関四郎、奥村左近太。後列右から吉田勝見、高山峰三郎、松崎浪四郎、香川善治郎、阿部守衛、原不二夫。

| 氏名       | 流派           | 府県     |
| ---------- | -------------- | -------- |
| 石山孫六   | 忠也派一刀流   | 高知県   |
| 萩原太郎   | 直心影流       | 神奈川県 |
| 原不二夫   | 天自流         | 愛知県   |
| 得能関四郎 | 直心影流       | 東京府   |
| 奥村左近太 | 直心影流       | 岡山県   |
| 香川善治郎 | 一刀正伝無刀流 | 山梨県   |
| 吉田勝見   | 聖徳太子流     | 長野県   |
| 高山峰三郎 | 直心影流       | 大阪府   |
| 根岸信五郎 | 神道無念流     | 東京府   |
| 梅崎弥一郎 | 加藤田神陰流   | 福岡県   |
| 松崎浪四郎 | 加藤田神陰流   | 福岡県   |
| 間宮鉄次郎 | 忠也派一刀流   | 静岡県   |
| 小南易知   | 一刀正伝無刀流 | 大阪府   |
| 阿部守衛   | 直心影流       | 岡山県   |
| 三橋鑑一郎 | 武蔵流         | 東京府   |

## 第2回（1896年）
| 氏名       | 流派               | 府県   |
| ---------- | ------------------ | ------ |
| 渡辺楽之助 | 北辰一刀流         | 東京府 |
| 夏見又之進 | 北辰一刀流         | 東京府 |
| 高橋赳太郎 | 無外流             | 兵庫県 |
| 高野佐三郎 | 中西派一刀流       | 東京府 |
| 高尾鉄叟   | 鉄仲流             | 長崎県 |
| 小関教道   | 神道無念流         | 京都府 |
| 井沢守正   | 浅山一伝流         | 京都府 |
| 中原仲     | 神陰流             | 京都府 |
| 富山円     | 心形刀流           | 兵庫県 |
| 今福真明   | 北辰一刀流         | 山梨県 |
| 鵜殿長     | 北辰一刀流         | 茨城県 |
| 中島春海   | 一刀正伝無刀流     | 熊本県 |
| 太田弥龍   | 直心影流           | 京都府 |
| 小澤一郎   | 北辰一刀流         | 茨城県 |
| 松島秀実   | 田宮流、神道無念流 | 茨城県 |

## 第3回（1897年）
| 氏名       | 流派       | 府県   |
| ---------- | ---------- | ------ |
| 柴江運八郎 | 神道無念流 | 長崎県 |
| 内藤高治   | 北辰一刀流 | 茨城県 |
| 下江秀太郎 | 北辰一刀流 | 栃木県 |
| 浅野一摩   | 津田一伝流 | 福岡県 |
| 鈴木重信   | 直心影流   | 山形県 |

## 第4回（1899年）
| 氏名       | 流派           | 府県     |
| ---------- | -------------- | -------- |
| 小野田伊織 | 神道無念流     | 新潟県   |
| 小関教政   | 一刀正伝無刀流 | 京都府   |
| 左山捨吉   | 直心影流       | 兵庫県   |
| 小澤二郎   | 北辰一刀流     | 茨城県   |
| 村井光智   | 立身流         | 東京府   |
| 佐々木正宜 | 水府流         | 茨城県   |
| 門奈正     | 北辰一刀流     | 神奈川県 |
| 津田一敬   | 津田一伝流     | 東京府   |

## 第5回（1900年）
| 氏名       | 流派         | 府県   |
| ---------- | ------------ | ------ |
| 坂部大作   | 鏡心明智流   | 愛知県 |
| 大野誠至   | 合法流       | 大分県 |
| 黒谷左六郎 | 一刀流外二流 | 大阪府 |
| 長阪忠哉   | 直心影流     | 東京府 |
| 森薫一     | 田宮神剣流   | 愛媛県 |
| 田中厚     | 北辰一刀流   | 茨城県 |
| 手嶋美質   | 心形刀無刀流 | 長崎県 |

## 授与数
- 剣道

| 西暦   | 和暦     | 授与数   | 主な受領者                                                                                           |
| ------ | -------- | -------- | --- |
| 1895年 | 明治28年 | 15       | |
| 1896年 | 明治29年 | 15       | |
| 1897年 | 明治30年 | 5        | |
| 1898年 | 明治31年 | 大会中止 | |
| 1899年 | 明治32年 | 8        | |
| 1900年 | 明治33年 | 7        | |
| 1901年 | 明治34年 | 8        | |
| 1902年 | 明治35年 | 5        | |
| 1903年 | 明治36年 | 5        | |
| 1904年 | 明治37年 | 5        | 小林定之、二宮久                                                                                     |
| 1905年 | 明治38年 | 8        | |
| 1906年 | 明治39年 | 12       | 中山博道                                                                                             |
| 1907年 | 明治40年 | 22       | 柴田衛守                                                                                             |
| 1908年 | 明治41年 | 21       | |
| 1909年 | 明治42年 | 55       | |
| 1910年 | 明治43年 | 42       | 中野宗助                                                                                             |
| 1911年 | 明治44年 | 49       | 植田平太郎、中尾直勝、持田盛二                                                                       |
| 1912年 | 明治45年 | 35       | |
| 1913年 | 大正2年  | 45       | 小川金之助、古賀恒吉                                                                                 |
| 1914年 | 大正3年  | 大会中止 | |
| 1915年 | 大正4年  | 70       | 大麻勇次、奥村寅吉、志賀矩、大長九郎、橋本統陽、堀正平、宮崎茂三郎、緒方武                           |
| 1916年 | 大正5年  | 68       | |
| 1917年 | 大正6年  | 61       | 伊藤精司、白土留彦、鈴木祐之丞、高野泰正                                                             |
| 1918年 | 大正7年  | 35       | 江口卯吉、加藤七左衛門                                                                               |
| 1919年 | 大正8年  | 37       | 井上平太、佐々木季邦、山本忠次郎                                                                     |
| 1920年 | 大正9年  | 62       | 戸張瀧三郎                                                                                           |
| 1921年 | 大正10年 | 105      | 大野熊雄、小城満睦、小野十生、政岡壹實、吉澤一喜                                                     |
| 1922年 | 大正11年 | 87       | 寺井知高、中村藤吉                                                                                   |
| 1923年 | 大正12年 | 121      | 黒住龍四郎、笹森順造、末次留蔵、福島小一                                                             |
| 1924年 | 大正13年 | 105      | 小西康裕、坂井賢一                                                                                   |
| 1925年 | 大正14年 | 122      | 鹿嶋清孝、高野弘正、中山善道、増田道義、山蔦重吉                                                     |
| 1926年 | 大正15年 | 160      | 金谷為吉、高山政吉、助川壽                                                                           |
| 1927年 | 昭和2年  | 161      | 加藤久、土田武司                                                                                     |
| 1928年 | 昭和3年  | 177      | 岡田守弘、河合堯晴、佐藤貞雄、高山時之助、額田長、堀口清                                             |
| 1929年 | 昭和4年  | 213      | 太田義人、北見庸蔵、玉利三之助、鶴海岩夫、野田和三郎、野間恒                                         |
| 1930年 | 昭和5年  | 147      | 紙本栄一、小澤武、中島五郎蔵、羽賀準一                                                               |
| 1931年 | 昭和6年  | 244      | 奥山麟之助、坂本土佐海、中倉清                                                                       |
| 1932年 | 昭和7年  | 271      | 大野操一郎、庄子宗光、鈴木卓郎、瀬下喜一、高橋要、土田博吉、時政鉄之助、中川申一、山内豊健、山口勇喜 |
| 1933年 | 昭和8年  | 383      | 木村栄寿、斎村龍雄、作道圭二、菅原恵三郎、中野八十二、森永清、山本宅治、山本晴介                     |